# Palthis pulverosa
Palthis pulverosa là một loài bướm đêm trong họ Noctuidae.